# 新改水力発電所
新改水力発電所（しんがいすいりょくはつでんしょ）は、高知県東部の香美市内に作られた水力発電所である。

## 特徴
新改水力発電所は四国電力が所有している水力発電所で、最大出力は8.7MWである
。
発電専用に作られた休場ダムによってできた面積約9ha、貯水量約0.000254km3の池から水が流れ出す力を利用して発電を行っている。この他に変電設備が併設されており高知県中部における拠点の変電所としての機能も併せ持っている。

## 見学
2017年現在、学生が10人以上で四国電力に申し込めば施設の見学が可能である。

## 歴史
ここでの水力発電のために作られた休場ダムは1961年に着工し、1963年に完成した。そして1963年4月から発電所としての使用が始まった。